# 冨田哲郎
冨田 哲郎（とみた てつろう、1951年10月10日 - ）は、日本の実業家。東日本旅客鉄道（JR東日本）相談役、第5代代表取締役社長。

## 略歴
- 1951年（昭和26年） 東京都生まれ。
- 1970年（昭和45年） 東京教育大学附属駒場高等学校（現：筑波大学附属駒場高等学校）卒業[3]。
- 1974年（昭和49年）4月 - 東京大学法学部を卒業後、日本国有鉄道に入社[1][2]。
- 1987年（昭和62年）4月 - 国鉄分割民営化により東日本旅客鉄道に入社[1][2]。東京圏運行本部（現：東京支社ほか）総務部人事課長。
- 1998年（平成10年）6月 - 事業創造本部担当部長[2][1]。
- 2000年（平成12年）6月 - 取締役・総合企画本部経営管理部長[1][2]。
- 2003年（平成15年）6月 - 常務・総合企画本部副本部長[1][2]。
- 2004年（平成16年）7月 - 常務・総合企画本部副本部長、総合企画本部ITビジネス部長[1][2]。
- 2005年（平成17年）6月 - 常務・総合企画本部副本部長[1][2]。
- 2008年（平成20年）6月 - 副社長・事業創造本部長[1][2]。
- 2009年（平成21年）6月 - 副社長・総合企画本部長[1][2]。
- 2012年（平成24年）4月 - 社長[1][2][4]。
- 2018年（平成30年）4月 - 会長[1][2][5]。取締役会長在任中、コロナ禍により業績が悪化し、役員報酬の20%を自主返上した[6]。
- 2024年 （令和6年）4月 - 相談役就任[7]

## 社外
- 2009年（平成21年）6月 - ジェイアールグループ健康保険組合理事長[8]
- 2018年（平成30年）6月 - 日本経済団体連合会副会長[9]
- 2020年 (令和2年) 6月 - 日本製鉄社外取締役[10]
- 2022年（令和4年）6月 - 日本経済団体連合会審議員会議長[11]

## 人物
- 性格は柔和で物腰が柔らかく、面倒見が良い。会議では前社長・清野智に怒られた社員のフォロー役を担う[12] こともあり、武闘派が多い国鉄出身者の中では異質な存在である。
- 趣味はドライブ。「鉄道にとってはライバルだが良さを知ることも重要」と週末には長時間運転することもあるという[12]。
- 座右の銘は「くじけずおごらず」[12]。

## テレビ出演
- 日経スペシャル カンブリア宮殿（テレビ東京）- JR東日本会長として出演
  - 史上最悪から史上空前の鉄道会社へ！ 〜民営化30年...攻め続けるJR東日本〜（2018年10月18日）[13]
  - JR東日本 第2弾！ 客に愛され、地域に愛されるポッポ屋へ！（2018年10月25日）[14]